# Abū Muḥammad ʿAbd Allāh
Abû Muḥammad ʿAbd Allāh régna sur le  royaume zianide de Tlemcen  de 1398 à 1401. Il est un des fils d'un précédent sultan, Abou Hammou II. On dispose de très peu d'informations sur ce souverain qui eut un règne relativement court sur fond de querelle de successions à la fin du XIVe siècle. Son successeur est le sultan Abū ʿAbd Allāh, dit «  el Khoulah » son frère, qui règnera de 1401 à 1410.